# 독일의 룩셈부르크 침공
독일의 룩셈부르크 침공은 제2차 세계 대전의 프랑스 공방전 중 벨기에, 룩셈부르크, 네덜란드 저지대 국가를 침공하는 황색 작전의 일부이다. 전투는 1940년 5월 10일 시작했으며 하루 내에 전투가 끝났다. 가벼운 저항이 끝난 이후, 룩셈부르크는 빠르게 점령당했다. 룩셈부르크 정부와 룩셈부르크 대공비 샤를로트는 룩셈부르크에서 탈출하여 런던에서 룩셈부르크 임시정부를 창설했다.

## 침공의 서막

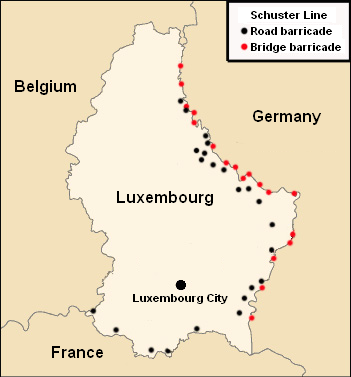
룩셈부르크-독일 국경의 "슈스터 선".

1939년 9월 1일 제2차 세계 대전의 발발은 룩셈부르크를 미묘한 상황으로 이끌었다. 한편, 인구 대부분은 영국과 프랑스를 지지했다. 다른 한편으로는, 1867년 런던 조약부터 시작된 중립 정책을 펴면서 이웃 국가들에게 비호전적인 입장을 취할 것을 요구했다. 9월 1일 이후 룩셈부르크 라디오는 송출을 중단했다. 1940년 봄, 독일과 프랑스의 국경을 따라 요새가 건설되기 시작했다. 이 방어선의 이름은 건설자의 이름을 딴 "슈스터 선"으로 불렸으며 거대한 콘크리트로 구성된 장애물로 이루어졌다. 이 장애물의 공식적인 목표는 침공군의 전진을 느리게 하고 침공국으로 인해 깨진 룩셈부르크 중립을 보증할 시간을 버는 것이었다. 그러나, 거대한 독일군 병력에 비해 룩셈부르크 병력은 상징적인 성격이었고 시민들의 안정에만 기여했다. 작은 규모의 룩셈부르크 자원군을 제외한 군대는 조약을 제한으로 인해 군대를 보유하고 있지 않았다.
1940년 봄의 여러 거짓 경보 이후, 독일과 프랑스 사이 군사 충돌 확률은 높아지기 시작했다. 독일은 룩셈부르크 철강 산업에 필요한 코크스 수출을 중단했다.

## 침공
슈트서 선의 강철 문 폐쇄는 1940년 5월 10일 03:15분에 이루어졌으며, 이후 독일군이 오우르강, 자우어강, 모젤강으로 진군하기 시작했다. 한편, 독일 특수부대가 "룩셈부르크 돌격대"라는 이름으로 민간인 복장을 하고 침투하여 룩셈부르크 국경에서 라디오 방송국과 바리케이드를 파괴하려 하였지만 실패하였다. 왕족들은 룩셈부르크 도시의 그랜드 두칼 궁전에서 콜마르베르크로 피난갔다.
독일군은 04:35시에 1 기갑 사단, 2 기갑 사단, 10 기갑 사단으로 구성하여 침공하기 시작했다. 룩셈부르크 자원군 대부분이 막사 내에서 머물렸기 때문에 일부 교량 파괴 및 지뢰 저장을 제외한 저항은 나타나지 않았다. 그러나, 룩셈부르크 경찰이 거의 소용이 없었지만 독일군에 저항했고 룩셈부르크 수도는 정오에 함락되었다. 룩셈부르크인의 총 사상자는 경찰 및 군인 75명이 포로가 되었고, 경찰 6명과 군인 1명이 부상입었다. 오전 8시, 프랑스군의 장군 페테트의 3 경기병 사단(DLC)의 조프르퀴트 대령의 1 아프리카 원주민 기병 여단이 지원을 하였으며 5 기갑 대대(BCC)의 2 중대는 남쪽으로 진격할려는 독일군을 지연시켰다. 이 군들은 나중에 마지노 선으로 퇴각했다. 1940년 5월 10일 저녁, 남부 일부를 제외한 룩셈부르크 전역이 독일군이 점령하였다. 9만명 이상의 민간인이 에슈쉬르알제트 주 진군, 점령의 결과로 피난민이 되었다. 47,000명은 프랑스로 피난갔으며, 45,000명은 룩셈부르크 중부 및 북부로 피난갔다.
룩셈부르크 대공비 샤를로트 및 총리 피레 두퐁은 프랑스, 포르투갈, 영국을 거쳐 전쟁 기간 동안 캐나다로 정착하였다. 런던으로 추방된 샤를로트는 국가 단결의 중요한 상징이 되었다. 그녀의 장남이자 후계자인 룩셈부르크 대공 장은 1942년 영국 육군에 자원했다. 남겨진 유일한 정부 공식 대표는 정부위원회 대표 알버트 발레르와 41명의 상원의원이었다.